# Iglesia de San Francisco Javier (Tudela)
La iglesia de San Francisco Javier de Tudela (Navarra) es la iglesia de estilo tardogótico del antiguo Convento de los Dominicos de Nuestra Señora del Rosario, actualmente perteneciente al Colegio jesuita del mismo nombre, actualmente situado entre la Plaza de San Juan y la calle de San Francisco Javier del Casco Antiguo de Tudela.

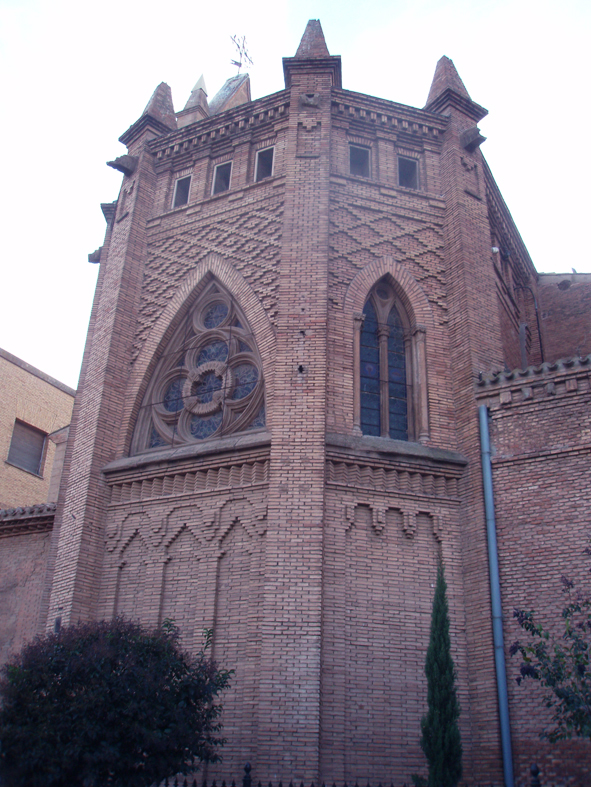
Exterior del ábside de la Iglesia de San Francisco Javier

## Descripción general
La iglesia es de estilo tardogótico-prerenacentista. Presenta tres naves de tres tramos y pilares cricoformes, bóvedas estrelladas, gallonadas y de terceletes y una amplia capilla mayor pentagonal. 
Tuvo el sepulcro de Catalina de Figueroa, de finales del siglo XVI (desaparecido). La iglesia tenía un retablo de Jerónimo Cosida, hoy desaparecido, no conservando de su antiguo mobiliario más que un magnífico Cristo del segundo tercio del siglo XVI, del estilo de Gabriel Joly.

## Historia y cronología de construcción
Esta iglesia empezó a construirse en 1517 y se terminó en 1541, ubicándose en la antigua plazuela de la Era de Adentro de la desaparecida Morería. A finales del siglo XIX pasó a ser de los jesuitas, iniciándose importantes transformaciones. De la misma época es también el nuevo colegio de los jesuitas, el de San Francisco Javier, anejo al templo, que empezó a construirse en 1887 y fue terminado en 1891.

## Referencias

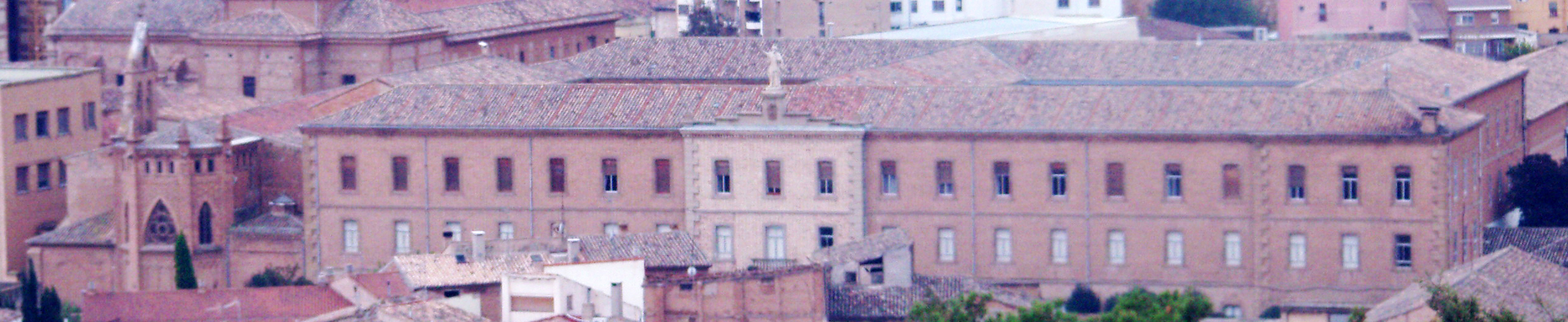
Iglesia y Colegio de San Francisco Javier (Tudela)